# کوتوون (مریلند)
کوتوون (به انگلیسی: Cavetown) شهری در ایالت مریلند کشور ایالات متحده آمریکا است که جمعیت آن در سرشماری سال ۲۰۱۰ میلادی، ۱٬۴۷۳ نفر بوده است.